# Point Alpha
Ne doit pas être confondu avec Checkpoint Alpha.

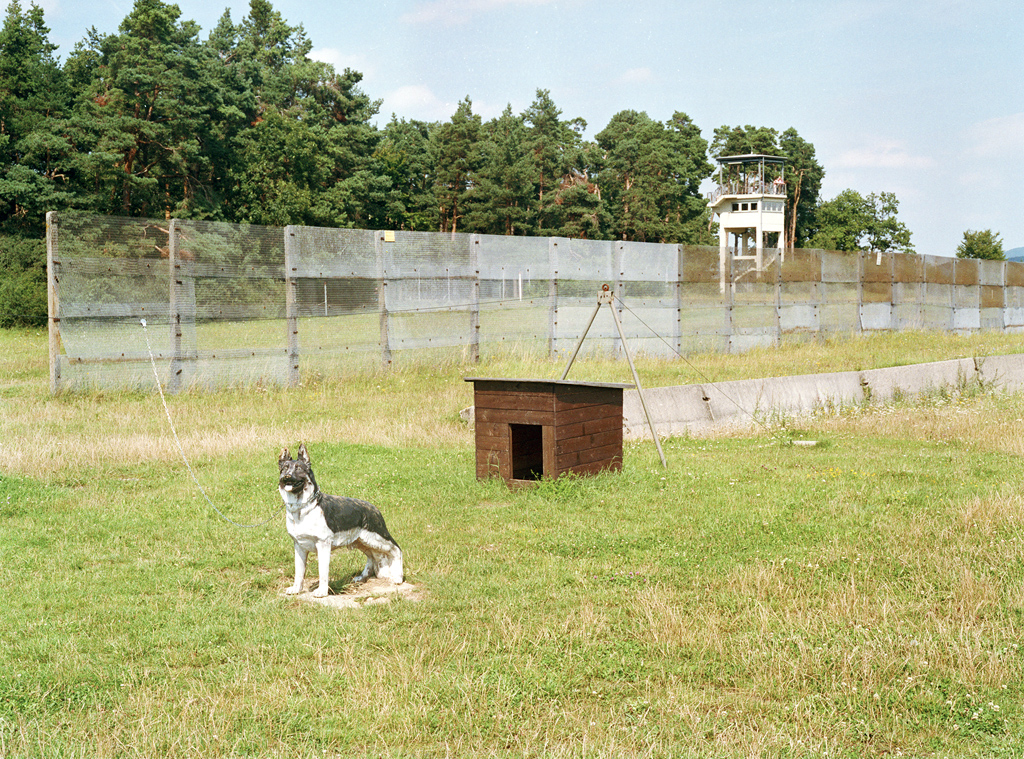
Aspect du site en août 2007. Il est situé près de Rasdorf dans la Hesse en Allemagne de l'Ouest.

Le Poste d'observation Alpha ou Point Alpha (50° 43′ 26,15″ N, 9° 55′ 54,68″ E), était un poste d'observation mis en place et utilisé pendant la guerre froide. Il était situé entre Rasdorf dans la Hesse (Allemagne de l'Ouest) et Geisa dans la Thuringe (Allemagne de l'Est). Depuis ce poste, des agents occidentaux pouvait surveiller la vallée de la Fulda, qui était alors considérée comme une des voies principale d'invasion que pourrait utiliser le Pacte de Varsovie.
Le mémorial du Point Alpha commémore la création du poste d'observation. Il a été construit 40 ans après la création du poste. Un pan du mur matérialisant le rideau de fer qui divisait l'Allemagne en deux pendant la Guerre froide y est conservé, afin de rappeler la confrontation entre l'OTAN et le Pacte de Varsovie

## Description

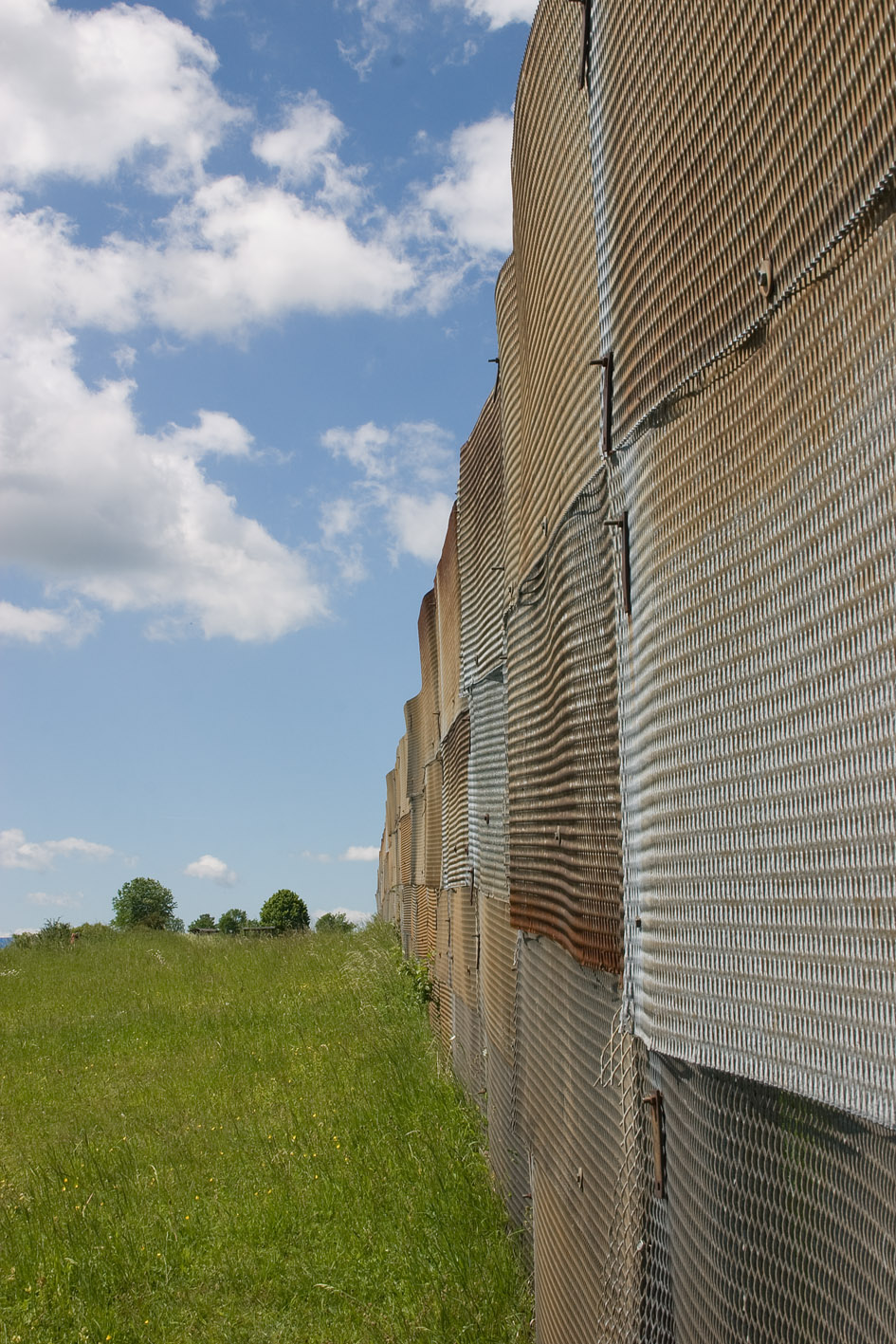
Mur est-allemand près du Point Alpha.

Le Poste d'observation Alpha était l'un des quatre postes d'observation des forces américaines le long de la frontière intérieure allemande qui divisait la Hesse. Au début du XXIe siècle, le Point Alpha est le nom d'un musée sur la route entre Geisa (Thuringe) et Rasdorf (Hesse).
Le poste remplissait son rôle en donnant à l'OTAN un point de vue sur Geisa, la ville la plus à l'ouest du bloc soviétique ; les forces du Pacte de Varsovie ayant également des tours de guet de leur côté du rideau de fer.

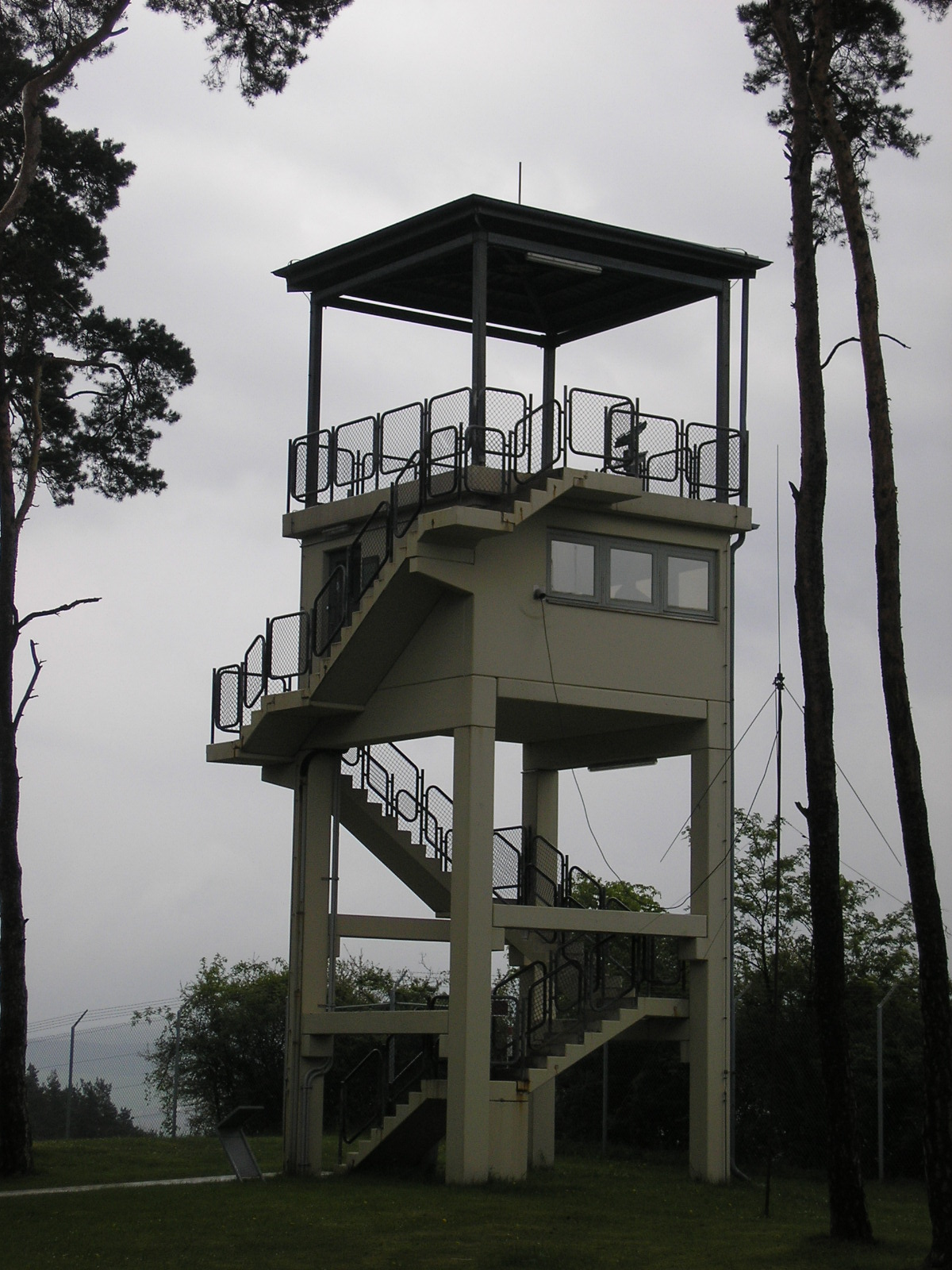
Tour de guet au Poste d'observation Alpha de l'OTAN.

Le poste d'observation, situé au sommet d'une colline de 411 m, permettait de surveiller la vallée de la Fulda. Au centre de la ligne de défense occidentale, son placement géographique permettait également d'écouter les échanges radio soviétiques. En cas d'invasion imminente, la garnison de Point Alpha aurait été évacuée, puisque le champ de bataille prévu pour affronter les forces du Pacte de Varsovie se situait quelques kilomètres à l'ouest.

## Histoire

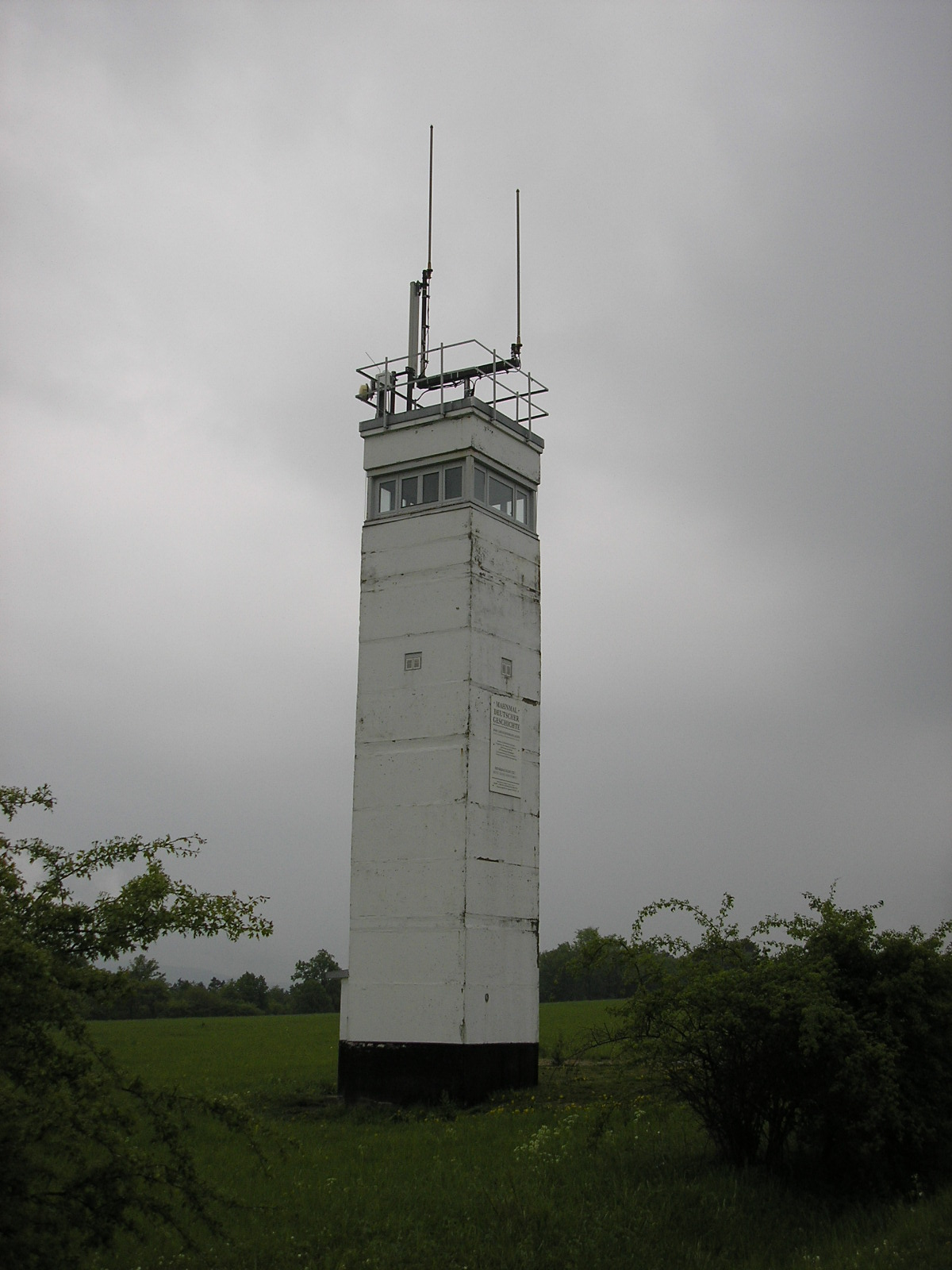
Tour de guet est-allemande adjacente au Point Alpha.

- 1962 : Un incident frontalier a lieu près du futur Point Alpha. Un capitaine des garde-frontières est-allemands ouvre le feu sur des membres de la police des frontières ouest-allemande, lesquels tirent à leur tour et l'abattent[1]
- 1965 : La responsabilité de la surveillance des frontières dans le secteur est transmise aux forces armées des États-Unis par les Allemands. Les structures d'observation sont construites dans les années qui suivent.
- 1968 : Point Alpha devient la base du 14e Régiment de cavalerie blindée et la première tour d'observation, en bois, est achevée. Elle est remplacée par une tour en acier en 1982, puis par une tour en béton en 1985. Cette dernière subsiste au début du XXIe siècle.
- 1972 : Le 11e Régiment de cavalerie blindée (Blackhorse Regiment, littéralement « Régiment du cheval noir ») remplace le 14e Régiment de cavalerie blindée. En temps normal, environ 40 soldats séjournaient pendant quatre semaines au Point Alpha. Dans les situations de crise, la garnison passait à 200 hommes.
- 1991 : À la suite de la disparition de la RDA, l'armée américaine se retire.

Après la réunification allemande, le poste aurait dû être détruit à l'instar des autres postes d'observation restant à la frontière allemande. Cependant, des citoyens se sont opposés à cette destruction. Fin 1994, le camp a servi d'hébergement pour les demandeurs d'asile et, en 1995, il a été placé sous protection historique. La même année, l'association Rhön Point Alpha a été créée et a commencé la construction du mémorial avec l'appui du gouvernement du Land de Thuringe.

## Le prix Point Alpha
Le prix Point Alpha a été remis pour la première fois en 2005 sur le site de l’ancien poste d’observation à George W. Bush père, Mikhaïl Gorbatchev et Helmut Kohl, qui détenaient le pouvoir dans leurs pays respectifs lorsque la question de la réunification allemande a été traitée en 1989 et 1990. Depuis, treize personnalités ont reçu ce prix.